# Husik I.
Husik I. (d. h. Hesychius), auch St. Husik  oder Yusik I. Parthev (der Parther), armenisch Հուսիկ Ա Պարթև (* um 302; † 348 in Thordan) war von 341/42 bis 347 n. Chr. „Katholikos des Heiligen Stuhls von St. Echmiadzin und Aller Armenier“, d. h. Katholikos (Patriarch) der Armenischen Apostolischen Kirche. Er wird von deren Anhängern als Märtyrer und Heiliger verehrt.

## Herkunft
Husik entstammte der Familie der Gregoriden – den Nachkommen von Gregor dem Erleuchter, dem ersten Katholikos (Patriarchen) der Armenischen Apostolischen Kirche – die aus dem parthischen Haus der Suren-Pahlav stammt, das seinerseits eine entfernte Nebenlinie der Arsakiden war, die als Großkönige von Persien und von 54 bis 428 n. Chr. als Könige von Armenien regierten.
Er war wahrscheinlich ein Sohn von Vartanes I., der von ca. 333 bis 341 n. Chr. Katholikos (Patriarch) der Armenischen Apostolischen Kirche und in jüngeren Jahren mit einer Frau unbekannter Herkunft verheiratet war.
Sein Großvater war Gregor der Erleuchter, der erste Katholikos der Armenischen Apostolischen Kirche (301/(315)- 325).

## Biografie

### Katholikos (Patriarch)
Husik wurde in Caesarea in Kappadokien (heute Kayseri in Zentralanatolien in der Türkei) geboren, wuchs dort auf, wurde für eine geistliche Laufbahn erzogen, zum Priester und später dort auch zum Bischof geweiht. Er diente seinem Vater zunächst als Koadjutor und folgte nach dem Tod seines Vaters im Jahr 341 oder 342 auf diesen als 4. Katholikos der Armenischen Apostolischen Kirche.
Dies zeigt, dass die Armenische Kirche diesem Haus die Treue hielt, das nicht nur die Christianisierung des Königreiches erreicht, sondern sich auch in den schwierigen Zeiten äußerer und innerer Unruhen bewährt hatte. Der gewohnten Praxis entsprechend war auch Husik in jungen Jahren verheiratet und wurde nach dem Tod seines Vaters vom Klerus ersucht, auf das Familienleben zu verzichten, um die Leitung des Patriarchates zu übernehmen.
Er war damit der vierte Katholikos aus der Familie der Gregoriden, die sich zu einer erblichen Dynastie von Patriarchen entwickelte, die eine Parallele und zugleich eine Konkurrenz zur Königsdynastie aus dem Haus der Arsakiden darstellte. Hinzu kam, dass zwischen beiden Dynastien verwandtschaftliche Beziehungen bestanden, da nicht nur Husik selbst, sondern auch seine beiden Söhne mit königlichen Prinzessinnen von Armenien verheiratet waren. Dies führte während der Regierung von König Trdat III. (298–330) zu einer engen Zusammenarbeit im Interesse des Staates, führte jedoch unter der Herrschaft seines Nachfolgers zu einer dramatischen Konfrontation.
Nach dem Tod von Husiks Vater, dem Katholikos Vartanes I., unter dessen Einfluss in Armenien ein System strenger christlicher Austerität herrschte, kam es – wohl als Reaktion – nach dessen Tod zu einer Lockerung der Sitten, an der nicht zuletzt der junge König Tigranes VII. (ca. 338–350) wesentlich beteiligt war.
Husik, der ein starker Verfechter der Lehren des Ersten Konzils von Nicäa war, nahm dies nicht leicht, sondern sah dies als Einladung zum Laster und als Rückkehr zu den heidnischen Praktiken der Vergangenheit.

### Märtyrer
Um diesem Verfall der Sitten und der Rückkehr zu heidnischen Bräuchen ein Ende zu setzen, wollte Husik durch eine direkte Konfrontation mit dem König eine Wende herbeiführen.
An einem Feiertag des Jahres 347 befand er sich mit dem Hofstaat im Schloss des Königs in Bnabel im großen Dzophq in der historischen Provinz Sophene.
Zu Beginn der Messe verweigerte Husik dem König den Zutritt zur Kirche. Statt dies als Anlass zu einer Änderung seines Verhaltens zu verstehen, sah Tigranes dies als Angriff auf seine Souveränität, die er durch den wachsenden Einfluss des Patriarchen, der noch dazu sein Schwager war, als beeinträchtigt ansah und nunmehr vor seinem gesamten Hofstaat öffentlich in Frage gestellt wurde. Der König entschied sich daher zu einer drastischen Maßnahme.
Er ließ den Katholikos von seinen Männern ergreifen und verprügeln. Husik, den man anschließend nach Thordan im historischen Bezirk Daranaliq brachte, starb dort bald darauf an seinen Verletzungen.
So endete der vierte Katholikos der Armenischen Apostolischen Kirche als Märtyrer und wird daher von der armenischen Kirche als Heiliger verehrt.
Der alte Chorbischof Daniel, ein alter Mitarbeiter von Gregor dem Erleuchter syrischer Herkunft, der Chef der Kirche in der Provinz Taron war, wollte den König deswegen ermahnen und begab sich daher nach Baraedch im Bezirk Altznig, wo sich der König damals befand. Die Audienz währte jedoch nur kurz: Kaum hatte er seinen Vortrag beendet, ließ ihn Tigranes festnehmen und im Gefängnis erwürgen.

### Nachfolge
Nach dem Tod des Patriarchen Husik kam es zu einer Unterbrechung in der Erbfolge der Funktion des Katholikos in der direkten Nachkommenschaft von Gregor dem Erleuchter, da beide Söhne Husiks entweder für das Amt unwürdig waren, wie Moses von Choren meint, oder nicht bereit waren, das Amt des Katholikos zu übernehmen. Nachfolger wurde nach René Grousset
ein Verwandter, Pharen von Achtichat (Ashishatt), der von 348 bis 352 Katholikos und vorsichtig genug war, den König nicht zu kritisieren.

## Ehe und Kinder
Husik I. war in jungen Jahren nach Faustus von Byzanz mit einer Tochter des Königs Trdat III. genannt Tiridates der Große von Armenien (ca. 280–330) verheiratet, der gemeinsam mit Husiks Großvater, Gregor dem Erleuchter, das Königreich Armenien zum ersten christlichen Staat gemacht hatte.
Kinder:
Nach Christian Settipani
- Pap (* ca. 315, † 348/53), Diakon, wurde bei einem Festessen ermordet[16] ⚭ Varazdukt Arschakuni (* ca. 310), Tochter von König Khosrow III. von Armenien
- Atanakines (* 315, † 348/53), Diakon, wurde bei einem Festessen ermordet[17] ⚭ Bambishen Arschakuni (* ca. 315), Tochter von König Khosrow III. von Armenien